# 普羅維登西亞島

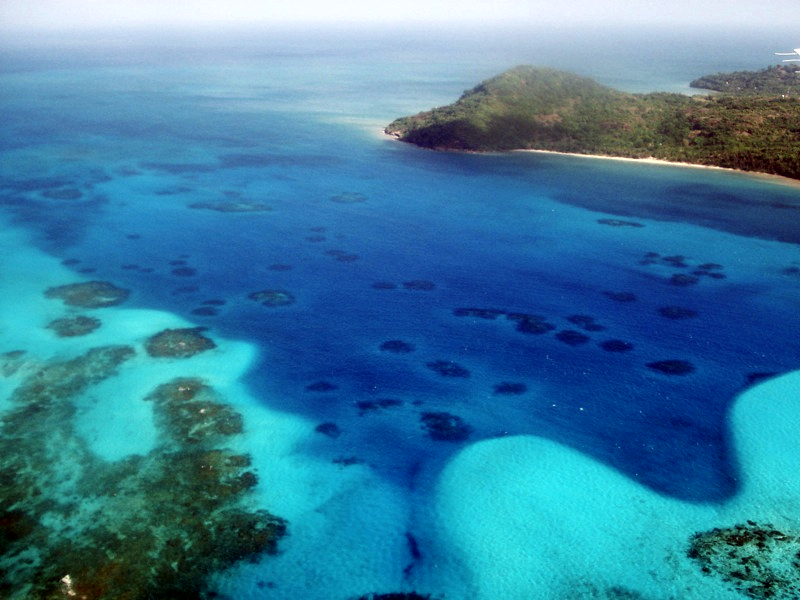

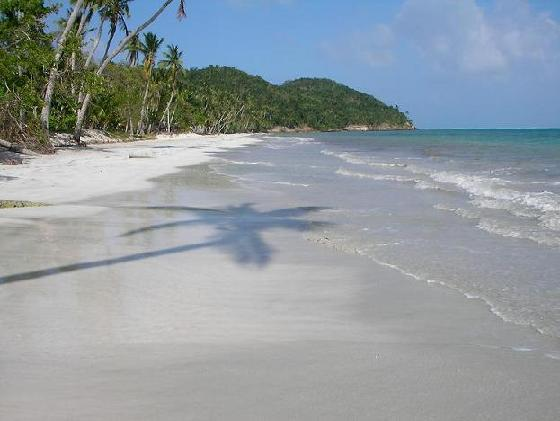

普羅維登西亞島（西班牙語：Isla de Providencia）是哥倫比亞的島嶼，位於加勒比海，由聖安德列斯-普羅維登西亞省負責管轄，長7公里、寬4公里，面積17平方公里，最高點海拔高度360米，人口約5,000。

## 參看
- 聖安德烈斯島

## 外部連結
- Providencia Es Pasion （页面存档备份，存于） - tourism website.

13°20′56″N 81°22′29″W / 13.34889°N 81.37472°W